# Liste von Wasserkraftwerken in Argentinien
Die Wasserkraftwerke in Argentinien werden sowohl auf einer Karte als auch in einer Tabelle (mit Kennzahlen) dargestellt. Die Liste ist nicht vollständig.

## Installierte Leistung und Jahreserzeugung
Laut der Energy Information Administration (EIA) stieg die installierte Leistung von 4,2 GW im Jahr 1980 auf 10 GW im Jahr 2021; die Jahreserzeugung stieg von 17 Mrd. kWh im Jahr 1980 auf 20 Mrd. kWh im Jahr 2021.
Installierte Leistung (in GW). Quelle: EIA
Jahreserzeugung (in Mrd. kWh). Quelle: EIA

## Karte
| Alv |

| Agua del Toro |

| Alicurá |

| Arroyito |

| Cabra Corral |

| Casa/Piedra |

| Cerros |

| Cóndor Cliff |

| Corpus Christi |

| El Cadillal |

| El Carrizal |

| El Chocón |

| El Tigre |

| El Tunal |

| Escaba |

| Florentino |

| Futaleufú |

| Garabí |

| La Barrancosa |

| LV |

| Los Caracoles |

| Los Molinos I |

| LR |

| Nihuil I |

| Pichi Picún |

| Piedra/Águila |

| Potrerillos |

| Pueblo Viejo |

| PN |

| Quebrada |

| Reo |

| Río Grande |

| Río Hondo |

| Salto Grande |

| San Roque |

| Ullúm |

| Urugua-í |

| Yacyretá |

## Wasserkraftwerke

### > 1000 MW
| Name              | Anz. Turb. | Inst. Leistung (MW) | Fluss       | Status     | Anmerkung    |
| ----------------- | ---------- | ------------------- | ----------- | ---------- | ------------ |
| Alicurá           | 4          | 1050                | Río Limay   | in Betrieb | 4 × 262,5 MW |
| Corpus Christi    |            | 3000                | Río Paraná  | geplant    |              |
| El Chocón         | 6          | 1227                | Río Limay   | in Betrieb | 6 × 204,5 MW |
| Garabí            |            | 2600                | Río Uruguay | geplant    |              |
| Piedra del Águila | 4          | 1400                | Río Limay   | in Betrieb | 4 × 350 MW   |
| Salto Grande      | 14         | 1890                | Río Uruguay | in Betrieb | 14 × 135 MW  |
| Yacyretá          | 20         | 3100                | Río Paraná  | in Betrieb | 20 × 155 MW  |

1. 1 2 3 4  Es handelt sich um ein binationales Kraftwerk.

### > 100 MW
| Name              | Anz. Turb. | Inst. Leistung (MW) | Fluss           | Status     | Anmerkung              |
| ----------------- | ---------- | ------------------- | --------------- | ---------- | ---------------------- |
| Agua del Toro     | 2          | 150                 | Río Diamante    | in Betrieb | 2 × 75 MW              |
| Arroyito          | 3          | 127                 | Río Limay       | in Betrieb | 3 × 42,66 MW           |
| Cabra Corral      | 3          | 103,8               | Río Salado      | in Betrieb | 3 × 34,6 MW            |
| Cerros Colorados  |            | 479                 | Río Neuquén     | in Betrieb |                        |
| Cóndor Cliff      |            | 950                 | Río Santa Cruz  | in Bau     |                        |
| Futaleufú         | 4          | 472                 | Río Futaleufú   | in Betrieb | 4 × 118 MW             |
| La Barrancosa     |            | 360                 | Río Santa Cruz  | in Bau     |                        |
| Los Caracoles     | 2          | 125                 | Río San Juan    | in Betrieb | 2 × 62,6 MW            |
| Los Reyunos       | 2          | 224                 | Río Diamante    | in Betrieb | 2 × 112 MW             |
| Nihuil II         | 6          | 131                 | Río Atuel       | in Betrieb | 4 × 20 MW, 2 × 25,6 MW |
| Pichi Picún Leufú | 3          | 261                 | Río Limay       | in Betrieb | 3 × 87 MW              |
| Potrerillos       | 4          | 120                 | Río Mendoza     | in Betrieb | 4 × 30 MW              |
| Río Grande        | 4          | 750                 | Río Grande      | in Betrieb | 4 × 187,5 MW           |
| Urugua-í          | 2          | 120                 | Arroyo Urugua-í | in Betrieb | 2 × 60 MW              |

1. 1 2  Es handelt sich um ein Pumpspeicherkraftwerk.

### > 10 MW
| Name des Kraftwerks | Inst. Leistung (MW) | Fluss             | Status     |
| ------------------- | ------------------- | ----------------- | ---------- |
| Alvarez Condarco    | 61,6                | Río Mendoza       | in Betrieb |
| Casa de Piedra      | 60                  | Río Colorado      | in Betrieb |
| Cassafousth         | 17,28               | Río Tercero       | in Betrieb |
| El Cadillal         | 12                  | Río Salí          | in Betrieb |
| El Carrizal         | 17                  | Río Tunuyán       | in Betrieb |
| El Tambolar         | 70                  | Río San Juan      | in Bau     |
| El Tigre            | 14                  | Río Diamante      | in Betrieb |
| El Tunal            | 10,8                | Río Salado        | in Betrieb |
| Escaba              | 24                  | Río Marapa        | in Betrieb |
| Fitz Simon          | 10,5                | Río Tercero       | in Betrieb |
| Florentino Ameghino | 58                  | Río Chubut        | in Betrieb |
| La Palca            | 37                  | Río La Palca      | geplant    |
| La Viña             | 16                  | Río de los Sauces | in Betrieb |
| Las Maderas         | 30                  | Río Perico        | in Betrieb |
| Los Divisaderos     | 10                  | Río Colorado      | in Betrieb |
| Los Molinos I       | 53,36               | Río Los Molinos   | in Betrieb |
| Nihuil I            | 74                  | Río Atuel         | in Betrieb |
| Nihuil III          | 52                  | Río Atuel         | in Betrieb |
| Nihuil IV           | 30                  | Río Atuel         | in Betrieb |
| Pueblo Viejo        | 15                  | Río Pueblo Viejo  | in Betrieb |
| Punta Negra         | 62,2                | Río San Juan      | in Betrieb |
| Quebrada de Ullúm   | 44                  | Río San Juan      | in Betrieb |
| Reolín              | 33                  | Río Tercero       | in Betrieb |
| Río Corralito       | 13                  | Río Corralito     | in Betrieb |
| Río Hondo           | 17,5                | Río Salí          | in Betrieb |
| San Roque           | 24                  | Río Suquía        | in Betrieb |
| Ullúm               | 45                  | Río San Juan      | in Betrieb |

### > 1 MW
Die Kraftwerke werden aufgrund ihrer geringen Leistung nicht auf der Karte angezeigt.
| Name des Kraftwerks     | Inst. Leistung (MW) | Fluss            | Status     |
| ----------------------- | ------------------- | ---------------- | ---------- |
| Bariloche (Emilio Frey) | 1,6                 | Lago Guillelmo   | in Betrieb |
| Cipolletti              | 5,4                 | Río Neuquén      | in Betrieb |
| Cruz del Eje            | 1,2                 | Río Cruz del Eje | in Betrieb |
| Cuesta del Viento       | 8,89                | Río Jáchal       | in Betrieb |
| General Roca            | 1,2                 | Río Negro        | in Betrieb |
| General San Martín      | 6                   | Río Mendoza      | in Betrieb |
| Guillermo Céspedes      | 5,52                | Río Negro        | in Betrieb |
| Julián Romero           | 5,52                | Río Neuquén      | in Betrieb |
| La Calera               | 5                   | Río Tercero      | in Betrieb |
| Loma Atravesada         | 2,3                 | Río Azul         | in Betrieb |
| Los Coroneles           | 6,6                 | Río Diamante     | in Betrieb |
| Los Molinos II          | 4,48                | Río Los Molinos  | in Betrieb |
| Los Quiroga             | 2                   | Río Salí         | in Betrieb |
| Piedras Moras           | 6,3                 | Río Tercero      | in Betrieb |
| Río Reyes               | 7                   | Río Reyes        | in Betrieb |
| Salto Andersen          | 8                   | Río Colorado     | in Betrieb |
| Salto de la Loma        | 1,2                 | Río Jáchal       | in Betrieb |